# إريكا كرافت
إريكا كرافت (بالألمانية: Erika Kraft)‏ هي متزلجة فنية ألمانية، ولدت في 18 نوفمبر 1931.

## وصلات خارجية
- إريكا كرافت على موقع أوليمبيديا (الإنجليزية)